# Newark F.C.

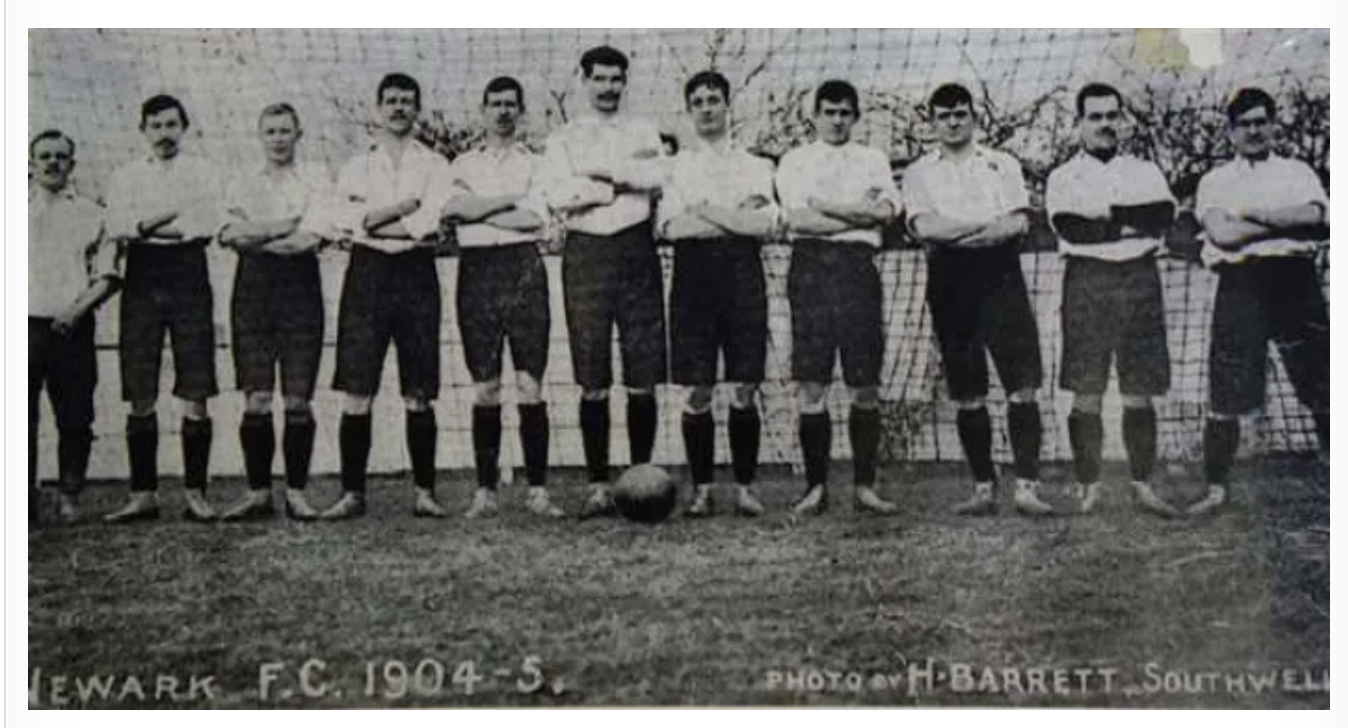
Die Mannschaft von Newark F.C. in ihrer erfolgreichsten Saison 1904/05

Newark F.C. war ein am 31. Oktober 1868 gegründeter Fußballverein aus Newark-on-Trent, Nottinghamshire. Seine Mannschaft bestritt ihr erstes Spiel im Jänner 1869 gegen Nottingham Forest, wobei das resultierende Unentschieden dadurch begünstigt wurde, dass Forest die Regeln nicht kannte. Der Club wurde 1914 aufgelöst, nachdem sein Bankkonto mit £78 (inflationsbereinigt ca. £8.000) und die Bank die Bürgen zur Begleichung dieser Summe aufgefordert hatte.